# Касоги
Касо́ги (косо́ги, каша́ги, каша́ки, кеше́ки) — экзоэтноним предков современных адыгов, упоминаемый в русских летописях, а также часто встречающийся в арабских, византийских, грузинских, армянских и других исторических и географических источниках средних веков.

## Исторические сведения
943 год — «люди из страны кашаков», — так впервые упомянул племя касогов арабский историк и географ Аль-Масуди в своем сочинении «Золотые копи и россыпи самоцветов», в котором сообщал:

За пределами страны аланов, между Кавказом и Румским (Чёрным) морем обитают кешеки (Осетины называют кабардинцев kæsæg, мингрельцы — kachak).

"Эта нация миролюбивая, и исповедует религию магов. В этих краях нет ни одного народа, мужчины которого имели бы более правильные черты, более яркий цвет лица и были бы так стройны станом. Говорят, что их женщины изумительной красоты и весьма сладострастны. Для своей одежды кешеки употребляют белые полотна, греческие шелка, малинового цвета атлас, а также другие, затканные золотом, шелковые ткани. Несмотря на то, что аланы могущественный народ, они не смогли, однако, покорить кешеков; они сопротивляются, укрываясь в крепостях, которыми владеют по берегу моря. Одни утверждают, что это море Рум, другие, что это Нитис (Понт). Несомненно, однако, что кешеки находятся недалеко от города Трапезунда; они постоянно сообщаются с этим городом, плавая к его берегам в своих галерах, в которых отвозят и привозят товары. Кешеки еще не смогли померяться силами в открытом бою с аланами, потому что у них нет единого вождя, который мог бы их объединить. Если бы они жили в полном согласии, ни аланы, ни какой другой народ не смогли бы устоять против них. Слово «кешек» — персидское и означает — «гордый», "надменный "
957 год — Константин Багрянородный, византийский император, описал область, занимаемую касогами, называя её Κασαχια, в частности, он писал:

 Выше Зихии лежит страна, именуемая Папагия, выше страны Папагии — страна по названию Касахия, выше Касахии находятся Кавказские горы, а выше этих гор — страна Алания.
965 год — название касогов занесено в русскую летопись в рассказе о походе киевского князя Святослава в Хазарский каганат, когда там пресеклась местная династия верховных каганов, а Святослав стал законным наследником. При взятии не признавшего его власть города Белая Вежа (иначе Саркел) в нижнем течении Дона Святослав имел боестолкновения с ясами и соседними с ними касогами, жившими на Кубани.
1191 год — в грузинских источниках касоги именуются как «кашаги»; в частности, в грузинской «Истории и восхвалении венценосцев» сообщалось, что кашаги участвовали в походе Вардана Дадиани.

### Происхождение
В различных источниках этноним «касоги» или «кас», уже с X века использовались для обозначения части адыгоязычного населения Северо-Западного Кавказа. Впоследствии касоги усилились и в X веке в «Еврейско-хазарской переписке» упоминаются уже как народ, воевавший против хазар (согласно другому варианту перевода, в союзе с хазарами).
В отличие от родственных зихов, являвшихся православными христианами с VI века, многие касоги и их правители до победы Мстислава над Редедей оставались язычниками. Поэтому обустройством православной церкви касогов в середине XI века занялся русский православный князь Тмутаракани — Ростислав, способствовавший распространению среди касогов русского извода церковнославянского языка, использовавшегося в оставшихся православных храмах адыгов ещё в XVI веке. По мнению русских летописей, Ростислав был отравлен византийцами из-за того, что земли касогов, где Ростислав занялся несанкционированным Константинополем обустройством православной церкви, считались территорией четырёх зихских епископов, непосредственно подчинённых патриархам Константинополя и светским правителям константинопольской церкви — византийским императорам.

### Касоги и Тмутаракань
Касоги были ближайшими соседями Тмутараканского княжества, которое имело на них заметное влияние. В 1022 году с ними воюет князь Мстислав Тмутараканский; в следующем году они упоминаются вместе с хазарами в его дружине, когда он идет против своего брата Ярослава.. В этом сражении норманны-варяги дружины Ярослава были наголову разгромлены одними северянами, а касоги и хазары не понесли потерь, но получили земли в Черниговском княжестве для его обороны. По мнению Мавродина, они были поселены не только на юге, но и на севере, где Черниговское княжество граничило с Суздальско-Ростовской землёй, в том числе, в Подмосковье.
1066 год — имеется летописная заметка, что князь Ростислав Тмутараканский брал с касогов дань. После падения Тмутараканского княжества и занятия южнорусских степей половцами известия о касогах прерываются.

Наиболее громкое событие, связанное с именем касогов и записанное в летопись из дружинного сказания или, быть может, песни, состоит в том, что брат Ярослава Мудрого, Мстислав Тмутараканский, покорил касогов, убив в битве их предводителя Редедю (событие отражено в Повести временных лет и в «Слове о полку Игореве»):
И рек се, удари им оземлю, и вынзе нож и зареза Редедю

### Касоги в Черниговском княжестве и в Киеве
Связи Черниговского двора с Тмутараканью были более длительными и оживленными, чем кратковременные периоды правления киевских князей на Таманском полуострове. Кроме того, различным был и характер переселений некоторой части касогов на земли Черниговского и Киевского княжеств. В. В. Мавродин сумел доказать, что черниговские князья не только имели длительные связи с Тмутараканью, но и после смерти Мстислава, который привёл с собой в Черниговскую землю дружину из хазар и касогов, на Черниговской земле еще долгое время сохранялись общины касогов. При этом в курганах северян ещё до прихода касогов было много вещей северокавказского происхождения. По мнению Мавродина, существовала старинная этническая связь. Он отмечает, что само появление касогов, хазар, а с ними, по-видимому, и ясов и обезов в дружине Мстислава, было обусловлено не только успешными захватами и завоеваниями Мстислава, но и вековечными социально-культурными и этническими связями народов Северного Кавказа с народами славянского Приднепровья и Подонья, связями, возможно, уходящими ещё в древний скифо-сарматский мир.
Если в Черниговскую землю касоги переселялись группами и проживали на новых местах компактно в составе касожских общин, то миграции касогов в Киевское княжество носили частный характер, что значительно быстрее приводило к ассимиляции касогов славянским большинством. Касоги в Киеве, в отличие от своих соплеменников на Черниговской земле, не смогли создать на новом месте отдельную общину. Поэтому древнерусские летописи о них особо и не упоминали. Но культурное влияние касогов в киевской земле осталось. Это можно видеть на примере завещания Владимира Мономаха сыновьям, где используется адыгское по происхождению древнерусское слово «унеин» в значении — «хозяин». Впрочем, Владимир Мономах с 1078 по 1094 года был князем Черниговским. Поэтому будет вполне логично считать, что в Чернигове в окружение Владимира Мономаха были включены местные касоги. Люди Владимира Мономаха сначала могли переселиться вместе с ним из Чернигова в Переяславль, а оттуда — в Киев, и слово «унеин» могло быть не общерусским, а общепринятым только в окружении Владимира Мономаха.

### После нашествия татар
1223 год — в рассказе о появлении татар, летописец, говоря о происхождении этого нового неприятеля, прибавляет: 
и мы слышахом, яко многы страны поплениша, ясы, обезы (абасгов), касогы, и половець безбожных множество избиша
После завоевания Северного Кавказа татарами касоги разделяли участь прочих северокавказских народов. В настоящее время потомками древних касогов должны считаться адыгские племена и, главным образом — кабардинцы.
Осетины (ясы русских летописей), давнишние соседи кабардинцев, издревле и до сих пор называют их страну Кæсæг — Кабарда, а их самих кæсгон — кабардинец. Также сваны и мингрелы до сих пор продолжают называть кабардинцев «кашгон».

## О касогах и Касахии

### Об этнониме «касоги»
В своей «Истории государства Российского» Карамзин писал:
Вспомним Касогов, обитавших, по нашим летописям, между Каспийским и Чёрным морем; вспомним и страну Казахию, полагаемую Императором Константином Багрянородным в сих же местах; прибавим, что Оссетинцы и ныне именуют Черкесов Касахами: столько обстоятельств вместе заставляют думать, что Торки и Берендеи, назывались Черкасами, назывались и Козаками…
1822 год — Первая научная работа по идентификации этнонима «касоги» и понятия «Касахия» принадлежит немецкому учёному Ю. Клапроту, в которой он сделал следующие выводы:
 — Папагия — это страна черкесов, которые жили на южном склоне Кавказа и в средневековых грузинских хрониках именуются Папагами, а их страна — Папагией. Ещё и сейчас у кабардинцев есть дворянский род, носящий имя Бабаги.
 — Затем следует Касахия или внутренняя страна восточных черкесов, которых осетины ещё и сегодня называют касаг (kasаg), а мингрелы — казаками (kasak). Это кассоги (kassoghi) русских летописей.
 — После Касахии идёт Кавказская гора, которая здесь означает снежную вершину Эльбруса, из северного склона которого вытекает Кубань. За Кавказской горой находится страна аланов. Таким образом, этот народ (аланы) занимал современную территорию осетин, жилища которых ещё и сегодня начинаются в нескольких лье от подошвы горы Эльбрус.
И. М. Дьяконов предполагал, что название касогов вероятно восходит к названию народа каски, также абхазо-адыгского происхождения, во II тыс. до н. э. обитавшего в том же регионе, что и современные абхазы, совершавшего набеги на Хеттское царство (север Малой Азии).
Согласно М. Фасмеру для слов касог и черкес источником считается осет. cærgæs «орёл» из *čarkas. По Фасмеру, слово черкес не связано с этнонимом Κερϰέται, а этноним касог, вопреки Соболевскому, не имеет связи с названием саков (авест., др.-перс. saka-).